# Breaker Upperers - Le sfasciacoppie
Breaker Upperers - Le sfasciacoppie (The Breaker Upperers) è un film del 2018 scritto, diretto e interpretato da Madeleine Sami e Jackie van Beek.

## Trama
Jel e Mel sono due amiche e colleghe, specializzate nel separare le coppie su richiesta. Dopo aver fatto credere ad una certa Anna che il suo fidanzato è morto (quando in realtà è solo una scusa), si presenta da loro un 17enne, Jordan, che non riesce a mollare la sua ragazza. Dopo averlo aiutato, tra Jordan e Mel nasce una relazione.
Nel mentre, le due amiche ritrovano Anna, disperata per quanto accaduto. Mel, impietosita, inizia ad aiutare Anna invitandola alle feste o semplicemente passando più tempo con lei, facendola stare meglio. Tutto ciò, però, non viene ben visto da Jel. Anna comunque scopre la vera professione delle due (che finora le ha sempre viste travestite da fonte poliziotte) e si arrabbia, scappando. Immediatamente anche Mel e Jel litigano, con la seconda che rinfaccia alla prima il fatto di legare coi clienti.
Dopo un periodo di separazione, le due si incontrano e Mel confessa a Jel di essere incinta di Jordan. Mel sembra felice per lei, ma poi chiede aiuto alla ex fidanzata di Jordan (ancora innamorata di lui) di aiutarla a separare Mel dal ragazzo. Durante una cerimonia in cui Jordan racconta a tutti che diventerà padre, irrompe la sua ex che inizia a ballare per lui. Jordan è ancora innamorato di lei e Mel capisce, lasciandolo andare da lei. Mel comunque si consola ritrovando Jel, anche lei mentre sta ballando.
Alla fine Mel decide di tenere il bambino e di andare a trovare Jordan ogni tanto. Nel mentre, la loro attività si è specializzata anche nel far unire nuove coppie, oltre che dividerle.

## Distribuzione
Il film è stato distribuito nelle sale cinematografiche neozelandesi dal 3 maggio 2018 e in quelle australiane dal 26 luglio seguente. A livello internazionale è stato pubblicato il 15 febbraio 2019 su Netflix.

## Accoglienza

### Incassi
Il film ha incassato 1,571,165 dollari in Australia e altri 1,196,246 in Nuova Zelanda, per un incasso totale di 2,767,411 dollari.

### Critica
L'aggregatore di recensioni online Rotten Tomatoes ha assegnato al film una percentuale di gradimento pari all'87% sulla base di 47 critiche professionali.